# Строцци (семья)
Строцци (итал. Strozzi) — аристократическая фамилия во Флоренции, из которой вышло много известных полководцев, политиков, учёных и писателей.
- Палла Строцци (1372—1462) — итальянский учёный, политик и дипломат, пожертвовал своё колоссальное состояние на процветание наук и литературы, открывал школы, поддерживал учёных, собрал огромное количество рукописей в Греции и Константинополе. На политическом поприще Строцци обнаружил блестящие дарования. В 1428 г. Строцци занял место во главе университета и способствовал его улучшению. Защищая свободу своей родины, Строцци боролся с Козимо Медичи и был изгнан. Он поселился в Падуе, где продолжал научные занятия и перевёл на латинский язык некоторых греческих авторов.
- Филиппо Строцци — члены итальянской семьи эпохи Ренессанса:
  - Филиппо Строцци Старший (1428—1491) — отец
  - Филиппо Строцци Младший (1489—1538) — сын
  - Филиппо ди Пьеро Строцци (1541—1582) — внук Филиппо Младшего

- Строцци, Барбара (1619—1677) — итальянская певица, актриса, композитор эпохи барокко.
- Строцци, Бернардо (ок.1581—1644) — итальянский живописец.
- Строцци, Дзаноби (1412—1468) — итальянский живописец и иллюстратор манускриптов.
- Строцци, Пьеро (ок. 1510—1558) — флорентийский кондотьер на французской службе.
- Строцци, Пьетро (1626—1684) — дипломат и военачальник.
- Строцци, Тито Веспасиано (1424—1505) — итальянский поэт эпохи Ренессанса, живший при дворе правителей Эсте в Ферраре.
- Строцци, Филиппо
- Строцци, Эрколе (1473—1508) — итальянский поэт эпохи Ренессанса.